# Sønder Hygum
Sønder Hygum er en lille by i Sønderjylland med 437 indbyggere  (2024) beliggende i Sønder Hygum Sogn. Byen ligger i Vejen Kommune, som hører under Region Syddanmark. Sekundærrute 437 går lige gennem byen. Til Ribe er der 15 km og til Rødding 5 km.
I Sønder Hygum findes Hygum Hjemstavnsgård, der er en slags levende landbrugsmuseum der hovedsageligt dækker midten af det 20. århundrede.
Byen har også bl.a. en kirke, et forsamlingshus og en købmand.
- Den fredede gård på Ollingvej 1, der er en del af Hygum Hjemstavnsgård
- Forsamlingshuset

## Fodboldi byen
Sønder Hygum har trods sin størrelse to fodboldhold i de danske serierækker. Sønder Hygum Boldklub, har i mange år markeret sig på både ynglinge- og seniorsiden. Klubbens ynglinge, blev som en stor del af en overbygning, jyske mestre i 2002, og SHBs førstehold rykkede i år 2008 op i serie 3.

## Befolkning
| 2006 | 2007 | 2008 | 2009 | 2010 | 2011 | 2012 |
| ---- | ---- | ---- | ---- | ---- | ---- | ---- |
| 492  | 497  | 500  | 504  | 491  | 483  | 486  |